# La Magdeleine (Italie)
Pour l’article homonyme, voir La Magdeleine.
La Magdeleine est une commune italienne de la Vallée d'Aoste, située dans le bas Valtournenche.
Elle a été insérée dans la liste des Perles des Alpes.

## Géographie
Le territoire communal de La Magdeleine s'étend sur la gauche orographique du Marmore, dans le bas Valtournenche, en amont d'Antey-Saint-André.

Localisation de la commune de La Magdeleine à l'intérieur de la Vallée d'Aoste.

## Lieux d'intérêt
- Le Sentier des moulins[2] est un parcours comprenant 8 vieux moulins, dont certains fonctionnent encore de nos jours, reliés par un ruisseau, utilisés autrefois pour produire la farine pour le pain noir cuit dans les 4 fours des hameaux de La Magdeleine. La visite des moulins se fait uniquement sur réservation.
- L'église paroissiale Sainte-Marie-Madeleine, à Brengon ;
- La chapelle de Messelod, fondée le 7 juin 1672 par Michel Messelod, décorée sur sa façade avec Saint Roch, la crucifixion et Saint Sébastien, surmontés par le Père et par le Saint-Esprit, et par la date 1827.
- La chapelle Notre-Dame-de-la-Neige, à Vieu

## Histoire
La Madgeleine accueille un site archéologique datant de l'époque des Salasses, sur le mont Tantané.

## Évolution démographique
Habitants recensés

## Sport
Dans cette commune se pratique le palet, l'un des sports traditionnels valdôtains.

## Administration

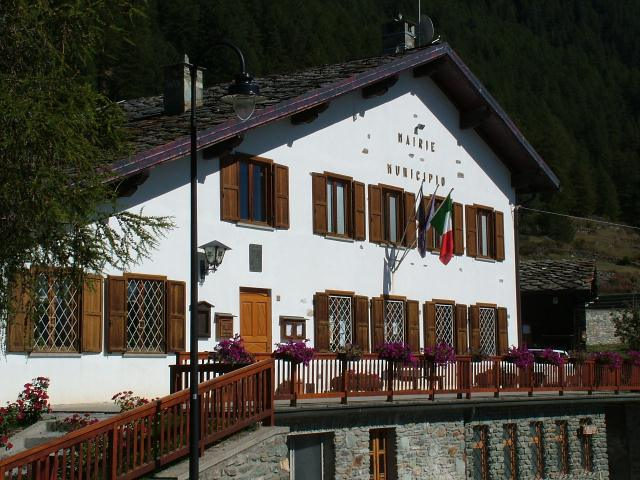
La maison communale

| Période                                  | Période           | Identité         | Étiquette     | Qualité |
| ---------------------------------------- | ----------------- | ---------------- | ------------- | ------- |
| 9 mai 2005                               | 24 mai 2010       | Edy Émile Dujany | Liste civique | Syndic  |
| 24 mai 2010                              | 22 septembre 2020 | Edy Émile Dujany | Liste civique | Syndic  |
| 23 septembre 2020                        | En cours          | Mauro Duroux     | Liste civique | Syndic  |
| Les données manquantes sont à compléter. |                   |                  |               |         |

### Hameaux
Brengon, Clou, Messelod, Vieu, Artaz

### Communes limitrophes
Antey-Saint-André, Ayas, Chamois, Châtillon